# Julien Leclercq
Julien Leclercq (Crisnée, 3 de febrero de 2003) es un jugador de snooker belga.

## Biografía
Nació en la localidad belga de Crisnée en 2003. Es jugador profesional de snooker desde 2019. No se ha proclamado campeón de ningún torneo de ranking, y su mayor logro hasta la fecha fue alcanzar la final del Snooker Shoot Out de 2023, en la que cayó derrotado ante Chris Wakelin. Tampoco ha logrado hilar ninguna tacada máxima, y la más alta de su carrera está en 114.